# Discodoris sauvagei
Discodoris sauvagei is een slakkensoort uit de familie van de Discodorididae. De wetenschappelijke naam van de soort is voor het eerst geldig gepubliceerd in 1881 door Rochebrune.